# TJ Plzeň - Litice
Der TJ Plzeň-Litice ist ein Sportverein aus dem gleichnamigen südlichen Pilsener Vorort. Der 1919 gegründete Verein mit den Vereinsfarben Blau und Gelb unterhält Abteilungen in Hockey, Fußball, Streethockey, Národní házená (Tschechischer Handball) und Fußballtennis. 

## Hockey
Die Hockeyabteilung wurde 1971 gegründet und bestand anfangs nur aus einem Herrenteam. Nach einigen Jahren konnten Jugendmannschaften gebildet werden und Mitte der 1980er etablierte sich ein Damenteam. 1993 stieg die Herrenmannschaft in die höchste tschechische Liga auf und belegte in den folgenden Jahren dort nur hintere Plätze. Seit Mitte der 1990er wurde die Jugendarbeit intensiviert, was dazu führte, dass seit 2004 auch das Herrenteam zur nationalen Spitze aufschloss. Zwei Vizetitel, ein dritter Platz und 2010 zum ersten Mal der Tschechische Meistertitel kamen dabei heraus. 2008 qualifizierte sich Litice erstmals für die Europapokalwettbewerbe. Bei der drittklassigen Euro Hockey Challenge blieb das Team 2008 noch sieglos. Beim gleichen Turnier in Wien 2009 erreichte der Club den fünften Platz. Bei der zweitklassigen Euro Hockey Trophy 2011 in Rom wurde Litice als achtplatziertes Team Letzter, so dass der tschechische Meister in der Saison 2011/2012 wieder nur in der drittklassigen Challenge startberechtigt ist.
Kader 2010/2011
1 Petr Jurek (TW), 2 Jan Dolejš, 4 Lukáš Nocar, 5 Petr Petrek, 6 Tomáš Rumplík, 7 David Vychron, 8 Michal Dvořák, 10 Lukáš Poustka, 11 Radovan Sochor, 12	Libor Strejc, 13 Radek Kalvas, 14 Jakub Kortyták, 17 Michal Bárta, 18 Martin Vokurka (TW), 19 Michal Soukup, 20 Stanislav Straka, 22 Ondřej Rollinger, 23	Jakub Kondrát, 26 Tomáš Jurina, 27 Gareth Boyd, 28 Tomáš Koryťák, 29 Tomáš Nečas (TW), 29 Reinhard Nicklas, 32	Miroslav Mádr
- Team Manager: Petr Míka
- Team Trainer: Tomáš Levý
- Physiotherapeut: Lukáš Brašna